# Arenzano
Arenzano (en ligur Arensen, Aensen o Rensèn) és un comune italià, situat a la regió de la Ligúria i a la ciutat metropolitana de Gènova. El 2011 tenia 11.633 habitants.

## Geografia
Situat a la Riviera del Ponent, compta amb una superfície de 24,6 km² i una única frazione, la de Terralba.

## Ciutats agermanades
- Loutraki, Grècia, des de 1957
- Pontoise, França, des de 1958
- Domburg, Països Baixos, des de 1958
- El Jadida, Marroc, des de 1964
- Tata, Hongria, des de 1994